# Vicente Pereda
Vicente Pereda Mier (né à Toluca le 18 juillet 1941) est un joueur international et entraîneur de football mexicain, qui jouait au poste d'attaquant.